# Échange mortel
Échange mortel (Imperfect Strangers) est un roman de l'écrivain américain Stuart Woods, paru en 1995.
En France, le roman, traduit de l'anglais par Gérard de Chergé, paraît aux éditions de Fallois en 1997 et reçoit la même année le Grand prix de littérature policière. Il s'inspire du roman L'Inconnu du Nord-Express de Patricia Highsmith.

## Résumé
Sandy Kinsolving n'est pas un homme des plus heureux.
Tout d'abord, il est marié à une femme, Joan, qu'il n'aime plus. Ensuite, son beau-père, Jock Bailley vient de mourir. Il a été touché par une hémorragie cérébrale. Ce n'est pas vraiment le décès du vieil homme qui l'attriste, mais le fait que son beau-père n'ait pas eu le temps de changer son testament avant de mourir.
Sandy s'est battu pendant plusieurs années dans l'entreprise familiale pour y trouver sa place. Malgré les réticences de Jock, il a, depuis peu, réussi à créer la filiale du vin de Bailley et Son. Tout se passait si bien que Mr Bailley le convoqua pour lui annoncer qu'il lui lèguera la totalité des parts de sa filiale vin. Mais il n'en a pas eu le temps… 
Et aujourd'hui, Joan et son frère veulent l'évincer.
Alors, quand il rencontre Peter Martindale dans l'avion, et qu'ensemble, ils regardent la rediffusion de L'Inconnu du Nord-Express d'Alfred Hitchcock, c'est un jeu bien agréable que d'imaginer copier les personnages de ce film. Ce que Sandy n'imaginait pas, c'est que Peter est un Bruno Antony bien réel, et bien décidé à tuer Joan.